# استان کیروندو
استان کیروندو (به لاتین: Kirundo Province) یکی از ۱۸ استان کشور بوروندی است. استان کیروندو ۱٬۷۰۳٫۳۴ کیلومتر مربع مساحت و ۶۲۸٬۲۵۶ نفر جمعیت دارد.